# Rudka, Hrebinka
Rudka (în ucraineană Рудка) este localitatea de reședință a comunei Rudka din raionul Hrebinka, regiunea Poltava, Ucraina.

## Demografie
Componența lingvistică a localității Rudka
     Ucraineană (97,9%)
     Rusă (1,65%)
     Alte limbi (0,45%)
Conform recensământului din 2001, majoritatea populației localității Rudka era vorbitoare de ucraineană (97,9%), existând în minoritate și vorbitori de rusă (1,65%).